# Bertha Unzelmann

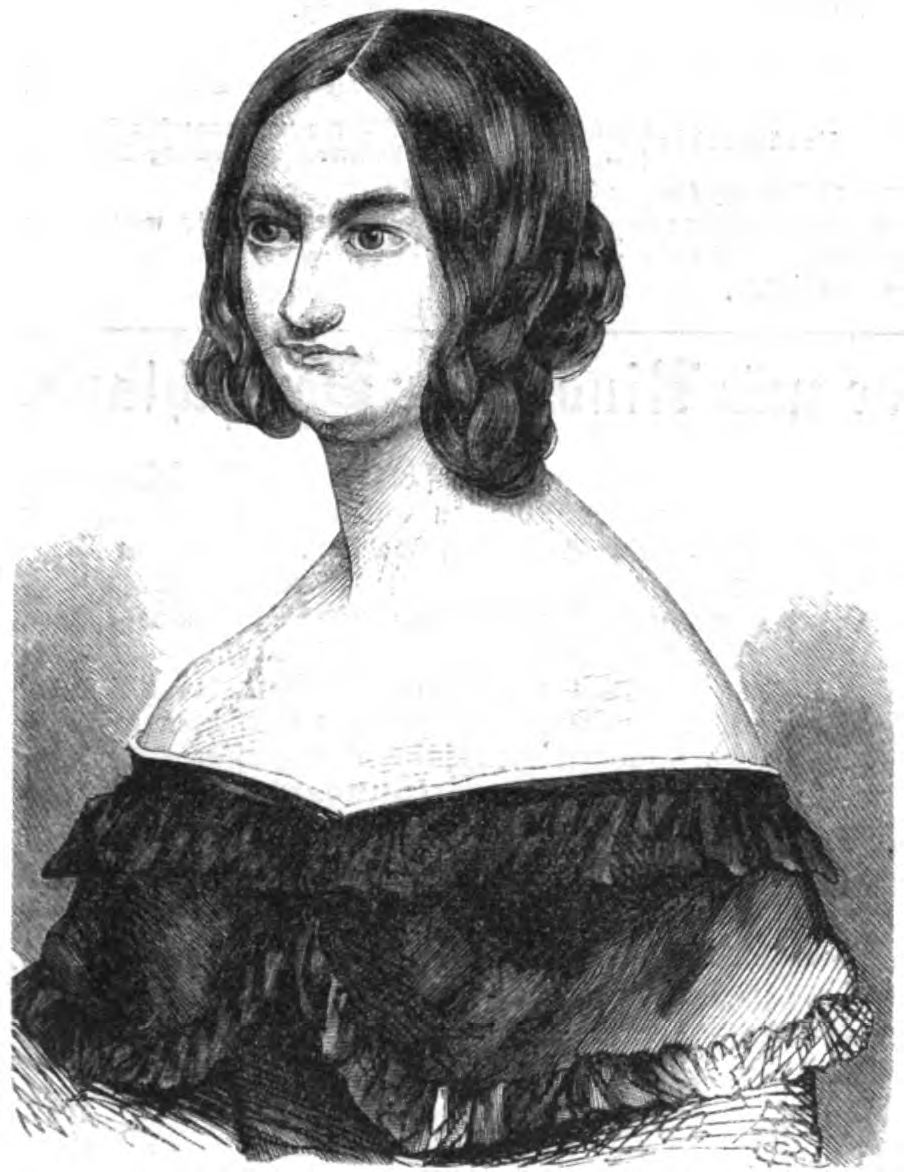
Bertha Unzelmann, 1845

Bertha Unzelmann (* 29. Dezember 1822 in Berlin; † 7. März 1858 in Wien) war eine deutsche Schauspielerin.
Unzelmann war die Tochter der Schauspielerin Wilhelmine Unzelmann-Werner und eine Nichte des Schauspielers Karl Wolfgang Unzelmann.
Unzelmann ließ sich als Schauspielerin ausbilden und konnte mit 20 Jahren am Stadttheater in Stettin debütieren; 1842 spielte sie die „Luise“ in Kabale und Liebe von Friedrich Schiller. Der Erfolg brachte ihr noch im selben Jahr ein Engagement am Königstädter Theater in Berlin ein, welches bis 1843 dauerte. Auch brillierte sie unter anderem als „Gretchen“ in Johann Wolfgang von Goethes Faust.
Ab 1843/44 gastierte Unzelmann an verschiedenen Bühnen in Dresden, Hannover und Neustrelitz. 1844 wurde Unzelmann ans Theater in Bremen verpflichtet und spielte 1845 in Leipzig. 1847 wurde sie Mitglied des Ensembles am Hoftheater in Berlin. Dort lernte sie den Schauspieler Joseph Wagner aus Wien kennen, den sie im darauffolgenden Jahr auch heiratete. Unzelmann folgte ihrem Ehemann Ende 1849 nach Wien. Anfang 1850 wurde Wagner ans Burgtheater verpflichtet und Unzelmann bekam einige Wochen ebenfalls dort ein Engagement, nachdem sie als „Titania“ in William Shakespeares Sommernachtstraum debütiert hatte.
Im Laufe des Jahres 1857 zog sie sich von der Bühne zurück und trat schwer erkrankt nicht mehr auf. Im Alter von 36 Jahren starb Berta Unzelmann am 7. März 1858 in Wien an Krebs.